# 礼唐貯水池
座標: 北緯36度37分44.9秒 東経126度48分7.8秒 / 北緯36.629139度 東経126.802167度
礼唐貯水池（イェダン ちょすいち、朝鮮語: 예당저수지; イェダン チョスジ）は、忠清南道礼山郡にある大韓民国で最も大きい貯水池である。無限川の中流にある。礼山郡と唐津市の農耕地である礼唐平野に農業用水を供給するとして、礼山郡と唐津市の頭文字を取って名付けられた。

## 歴史
朝鮮時代の国賜塘洑（ククサタンボ）を母体に、礼山郡と唐津市に渡る広い鴻門平野を灌漑するために、1928年4月に着工したが、日帝時代末期より1945年8月15日の光復前後、ひとときの間、工事が中断されてから、1946年より礼唐水利組合の主管で、1952年12月に再び着工して、1963年に完工、1964年12月31日に竣工した。
竣工後20年になった1984年に放流設備と水門・通管の補修があり、1985年に堤防の補修工事があって、現在、全ての機能が良好に保たれている。

## 構造
ダムの高さ12.1m、長さ247m。貯水池の堤防構造はアースフィルダムで、長さ814.5m、高さ13.3m、放流設備には韓国で最初に設置されたテンターゲートが特徴的である。高さ約25mになるコンクリート製の放流設備に設置された26個の自動開閉水門は、平常時に満水位を維持し、豪雨時には洪水調節の機能を持つ。各水門の大きさは、幅6m、高さ3.6mで、排水量は毎秒63.2m3、総排水量は毎秒1645m3に達し、水門操作は管理事務室で遠隔操縦されるようになっている。

## 地理と灌漑能力
満水面積は約1100ha（10.9 km2）、総貯水量4千710万m3。満水位は22.5mである。周囲40km、東西2km、南北8km、流域面積は3万7350ha（373.6km2）。礼山郡の新陽面・光時面・大興面・鷹峰面に渡っている。
利水面積は1万240ha（約100km2）に及ぶ。無限川だけでなく新陽川が流入しており、26個の自動調節水門を通じて1本の無限川として北流する。

## 灌漑以外の利用
灌漑面積3万7400km2に達する忠清南道有数の貯水池として、上流の集水面積が広く淡水魚の餌が豊富に流れ込んでくるため、淡水魚の養殖場として有名で、ニホンウナギ・コイが養殖されており、過去20余年の間、中部圏最高の釣り場として知られている。釣り人口も年間10万余名に達している。冬季の氷釣りの他、初春より晩秋まで継続して釣りすることができる。フナ・コイを始めとした淡水魚が大部分である。
1969年、国民観光地に指定、開発されて多様な休養地として脚光を浴びている。最近では、礼唐貯水池と徳山道立公園・徳山温泉・道高温泉・秋史古宅などを一まとめにして訪問する観光客が増えている。
船遊びと漕艇競技練習場としても活用され、1979年の大韓民国全国体育大会の時には漕艇競技場として使用された実績がある。